# Championnats du monde de ski nordique 1974

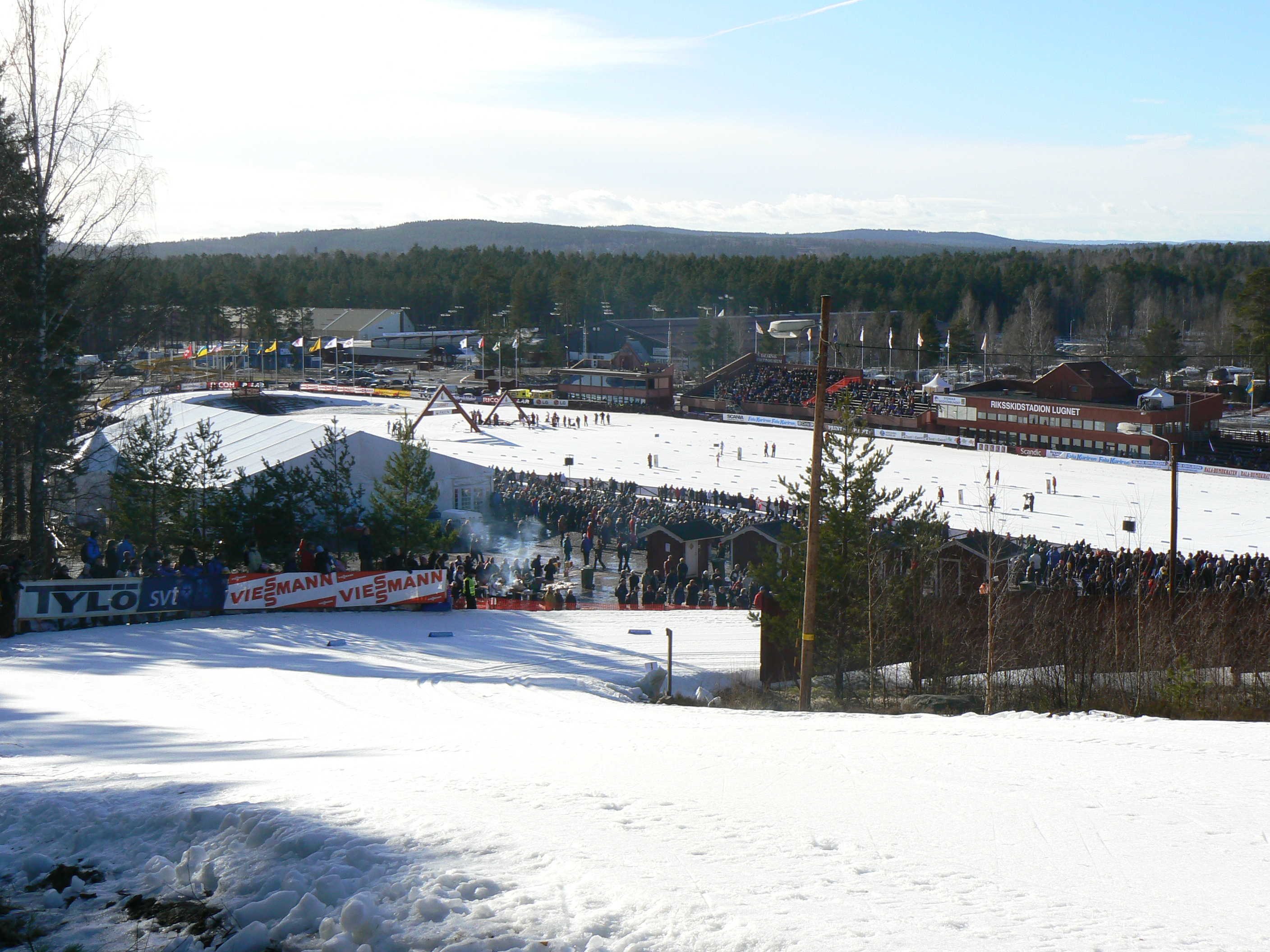
Stade Lugnet, 2008

Championnats du monde de ski nordique. L'édition 1974 s'est déroulée à Falun (Suède) du 16 au 24 février 1974.

## Palmarès

### Ski de fond

#### Hommes
| Épreuve                                     | Or                                                                                | Argent                                                                  | Bronze                                                  |
| 20 février : Ski de fond 15 km libre H      | Magne Myrmo                                                                       | Gerhard Grimmer                                                         | Vasily Rochev                                           |
| 18 février : Ski de fond 30 km libre H      | Thomas Magnusson                                                                  | Juha Mieto                                                              | Jan Staszel                                             |
| 22 février : Ski de fond 50 km classique H  | Gerhard Grimmer                                                                   | Stanislav Henych                                                        | Thomas Magnusson                                        |
| 24 février : Ski de fond relais 4 × 10 km H | Allemagne de l'Est Gerd Hessler Dieter Meinel Gerhard Grimmer Gert-Dietmar Klause | Union soviétique Ivan Garanin Fyodor Simashev Vasily Rochev Yuri Skobov | Norvège Magne Myrmo Odd Martinsen Ivar Formo Oddvar Brå |

#### Femmes
| Épreuve                                    | Or                                                                             | Argent                                                                      | Bronze                                                                              |
| 19 février : Ski de fond 5 km libre F      | Galina Kulakova                                                                | Blanka Paulů                                                                | Raisa Smetanina                                                                     |
| 21 février : Ski de fond 10 km libre F     | Galina Kulakova                                                                | Barbara Petzold                                                             | Helena Takalo                                                                       |
| 24 février : Ski de fond relais 4 × 5 km F | Union soviétique Nina Fyodorova Nina Selyunina Raisa Smetanina Galina Kulakova | Allemagne de l'Est Sigrun Krause Petra Hinze Barbara Petzold Veronika Hesse | Tchécoslovaquie Alena Bartošová Gabriela Svobodová Miroslava Jaškovská Blanka Paulů |

### Combiné nordique
| Épreuve                                   | Or             | Argent         | Bronze      |
| 16 février : Combiné nordique K90 / 15 km | Ulrich Wehling | Günter Deckert | Stefan Hula |

### Saut à ski
| Épreuve                      | Or                    | Argent          | Bronze            |
| 16 février : Saut à ski K90  | Hans-Georg Aschenbach | Dietrich Kampf  | Aleksej Borovitin |
| 16 février : Saut à ski K120 | Hans-Georg Aschenbach | Heinz Wossipiwo | Rudolf Hoehnl     |

## Tableau des médailles
| Rang | Nation             | Or | Argent | Bronze | Total |
| ---- | ------------------ | -- | ------ | ------ | ----- |
| 1    | Allemagne de l'Est | 5  | 6      | 0      | 11    |
| 2    | Union soviétique   | 3  | 1      | 3      | 7     |
| 3    | Norvège            | 1  | 0      | 1      | 2     |
| -    | Suède              | 1  | 0      | 1      | 2     |
| 5    | Tchécoslovaquie    | 0  | 2      | 2      | 4     |
| 6    | Finlande           | 0  | 1      | 1      | 2     |
| 7    | Pologne            | 0  | 0      | 2      | 2     |